# ビル・エヴァンス (サックス奏者)
ビル・エヴァンス（Bill Evans、1958年2月9日 - 、イリノイ州クラレンドン・ヒルズ生まれ）は、アメリカ合衆国のジャズ・サックス奏者。
エヴァンスに影響を与えたアーティストは幅広く、ソニー・ロリンズ、ジョー・ヘンダーソン、ジョン・コルトレーン、スタン・ゲッツ、スティーヴ・グロスマン、デイヴ・リーブマンなどが挙げられる。こうしたアーティスト達のソロについては「楽譜に書き起こしたことは一度もないが、とても深いところで直観的に感じ取り、一人一人のスタイルを理解することができるんだ」と述べている。
なお、ピアニストのビル・エヴァンスとは同姓同名の別人で、血縁関係その他はない。

## 経歴
エヴァンスの父はクラシック・ピアノの奇才で、エヴァンス自身も中学生になるまではクラシックのクラリネットを学んでいた。サックスを学ぶようになって、最初はソニー・スティットやスタン・ゲッツといったアーティストのライブをシカゴのライブハウス「ショーケイス」で聴いていた。ヒンズデイル中央高校に進学しテナー・サックスをヴィンス・ミッコに師事する。
エヴァンスは主にテナー・サックスとソプラノ・サックスを演奏している。ノース・テキサス大学や、ウィリアム・パターソン大学で学び、マイルス・デイヴィスと共演したデイヴ・リーブマンに師事している。1979年にニューヨーク市に移り、数えきれないほど多くの時間をかけてロフトでのスタンダードの演奏に打ち込み、自身の即興スタイルを完成させた。22歳の時、マイルス・デイヴィス・バンドに加入、1980年代初頭のマイルス・デイヴィスの復帰に立ち会っている。マイルスと共演しているよく知られたアルバムに、『ザ・マン・ウィズ・ザ・ホーン』、『ウィ・ウォント・マイルス』、『スター・ピープル』、『デコイ』がある。さらに、ハービー・ハンコック、ジョン・マクラフリン、マイケル・フランクス、ウィリー・ネルソン、ミック・ジャガー、レス・マッキャン、マーク・イーガン、ダニー・ゴットリーブ、イアン・アンダーソン、ランディ・ブレッカー、オールマン・ブラザーズ・バンド、メデスキ、マーティン・アンド・ウッドといったアーティスト達と共演、もしくはツアー参加、あるいは録音を行っている。ライブ・アルバム『Petite Blonde』では、ヴィクター・ベイリー、デニス・チェンバース、ミッチ・フォアマン、チャック・ローブらと共演し、前面に出た演奏を聴くことができる。最新作とその前のアルバム、すなわち『ソウル・インサイダー』と『ソウルグラス』は、グラミー賞候補として推薦された。『ソウルグラス』は革新的なブルーグラス／フュージョンのアルバムであり、ベラ・フレック、サム・ブッシュ、ブルース・ホーンズビー、そしてドラマーのヴィニー・カリウタらが参加している。
1980年代から1990年代にかけて、エヴァンスはグループ「エレメンツ」のメンバーだった。1984年にはマハヴィシュヌ・オーケストラの再結成にも合流し、1987年の解散まで在籍した。
1990年からは、自分自身のバンドを率いて、世界中で年間90回近くコンサートを行うようになった。これまでに17枚のソロ・アルバムを録音し、グラミー賞候補に二度推薦されている。また、2009年にはアルバム『Vans Joint』を録音している。自分のソロ・プロジェクトでは、ブルーグラスの影響を受けたジャズからファンク、コンテンポラリー・グルーヴまで様々な種類の音楽を演奏している。また、エヴァンスはいろいろなグループと交流を持っており、楽器について豊富な知識を持つ人物だと考えられている。「アメリカーナ（フォーク、カントリー、ブルーズ、リズムアンドブルース、ロックンロールなどが融合した音楽）」で使われるような、バンジョー、フィドル、マンドリン、スティール・ギターといった楽器を使いたい。こうした楽器を用いて自分の曲を書こうと考えている」と述べている。

## ディスコグラフィ

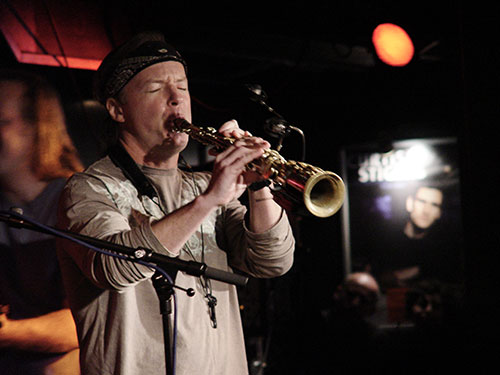
ベルリンで演奏するビル・エヴァンス

### ソロ・アルバム
- 『ムーズ・アンリミテッド』 - Moods Unlimited (1983年、Paddle Wheel)
- 『クレスト・オブ・ア・ウェイヴ』 - Living in the Crest of a Wave (1984年、Elektra/Musician)
- 『オルターナティヴ・マン』 - The Alternative Man (1986年、Blue Note)
- 『サマータイム』 - Summertime (1989年、Jazz City)
- 『ライヴ・アット・ブルーノート東京 - レット・ザ・ジュース・ルース』 - Let the Juice Loose – Live at the Tokyo Blue Note Vol 1 (1990年、Jazz City)
- 『ザ・ギャンブラー - ビル・エヴァンス・ライヴ・アット・ブルーノート東京2』 - The Gambler – Live at the Tokyo Blue Note Vol 2 (1991年、Jazz City)
- Petite Blonde (1992年、Lipstick) ※ヴィクター・ベイリー、デニス・チェンバース、ミッチ・フォアマン、チャック・ローブと連名
- 『プッシュ』 - Push (1993年、Lipstick)
- 『ライヴ・イン・ヨーロッパ』 - Live in Europe (1995年、Lipstick) ※ビル・エヴァンス&プッシュ名義
- 『エスケイプ』 - Escape (1996年、ESC)
- 『スターフィッシュ&ザ・ムーン』 - Starfish & the Moon (1997年、Escapade)
- 『タッチ』 - Touch (1998年、ESC/EFA)
- 『ソウル・インサイダー』 - Soul Insider (2000年、ESC/EFA)
- 『ビッグ・ファン』 - Big Fun (2003年、ESC)
- 『ソウルグラス』 - Soulgrass (2005年、BHM Zyx)
- 『サム・スカンク・ファンク - ソウルバップ・バンド・ライヴ』 - Soulbop Band – Live (2005年、BHM/Zyx) ※with ランディ・ブレッカー
- 『アザー・サイド・オブ・サムシング』 - The Other Side of Something (2007年、Intuition)
- Vans Joint (2009年、BHM/Zyx)
- Dragonfly (2012年、Vansman)
- Live in Moscow (2015年、Vansman)
- Rise Above (2016年、Vansman)
- 『ビューティー&ザ・ビースト』 - Beauty & The Beast - with Scottish National Jazz Orchestra (2016年、Spartacus) ※スコティッシュ・ナショナル・ジャズ・オーケストラ&ビル・エヴァンス名義

ロン・カーター
- 『エチュード』 - Etudes (1982年、Elektra/Musician)

エレメンツ
- 『ブロウン・アウェイ』 - Blown Away (1985年、Passport Jazz)

ギル・エヴァンス
- 『バド&バード』 - Bud and Bird (1987年、Electric Bird/King)
- Farewell (1992年、Evidence)

ダニー・ゴットリーブ
- 『ホワールウィンド (旋風)』 - Whirlwind (1989年、Atlantic)

ディノ・ベッティ
- They Cannot Know (1986年、Soul Note)

マハヴィシュヌ・オーケストラ
- 『マハヴィシュヌ』 - Mahavishnu (1984年)
- 『アドヴェンチャーズ・イン・ラジオランド』 - Adventures in Radioland (1987年)